# Кухня Техаса

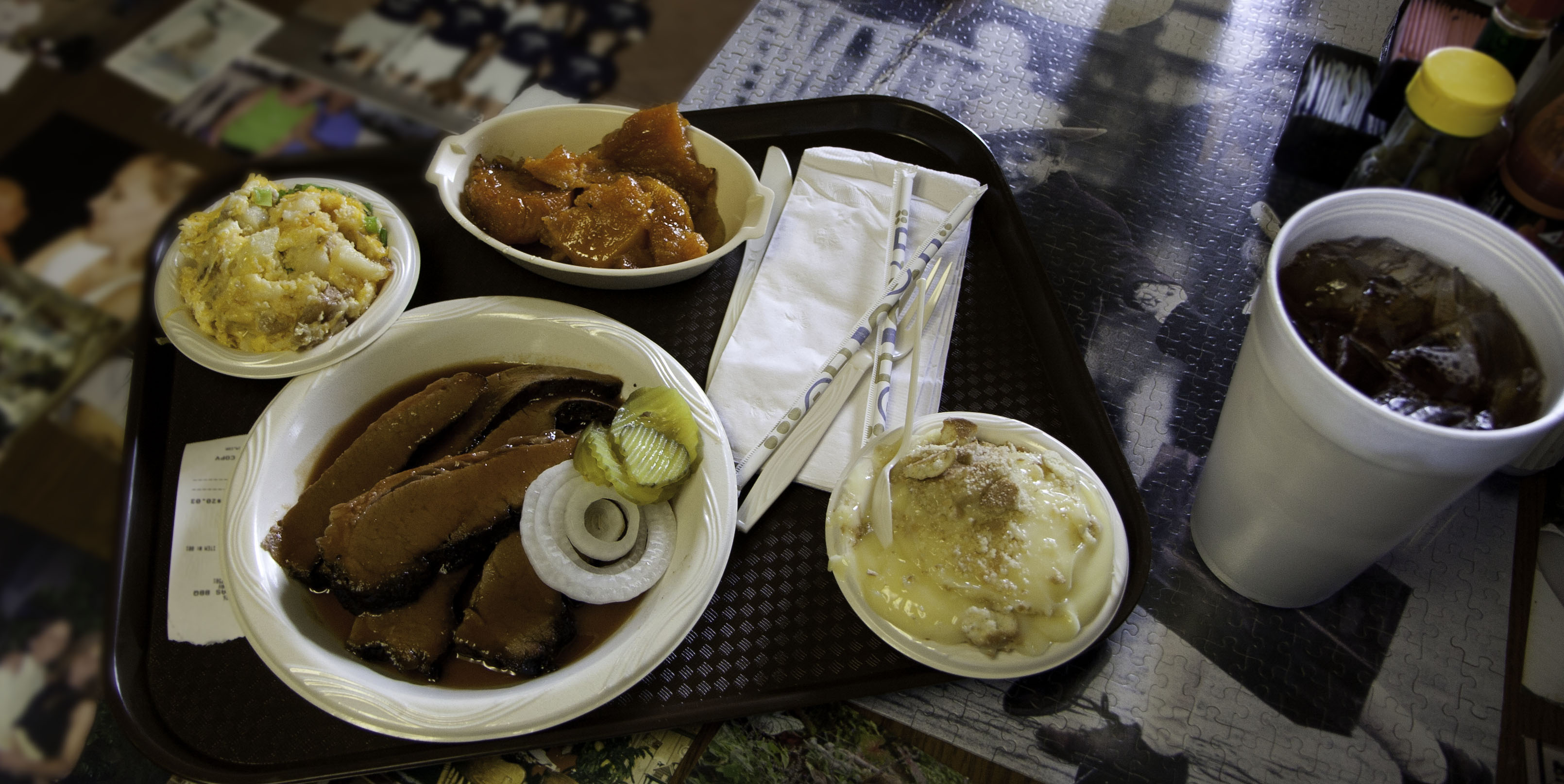
Барбекю в стиле центральных регионов Техаса.

Кухня Техаса — кулинарные традиции, исторически сложившиеся на территории штата Техас. Техас обладает большой территорией, на которой проживали народы многих национальностей, повлиявшие на вкусы и традиции Техаса. Так, на техасскую кухню оказали влияние в том числе немецкие, английские, мексиканские и итальянские традиции, а также кухня индейцев.

## Текс-мекс

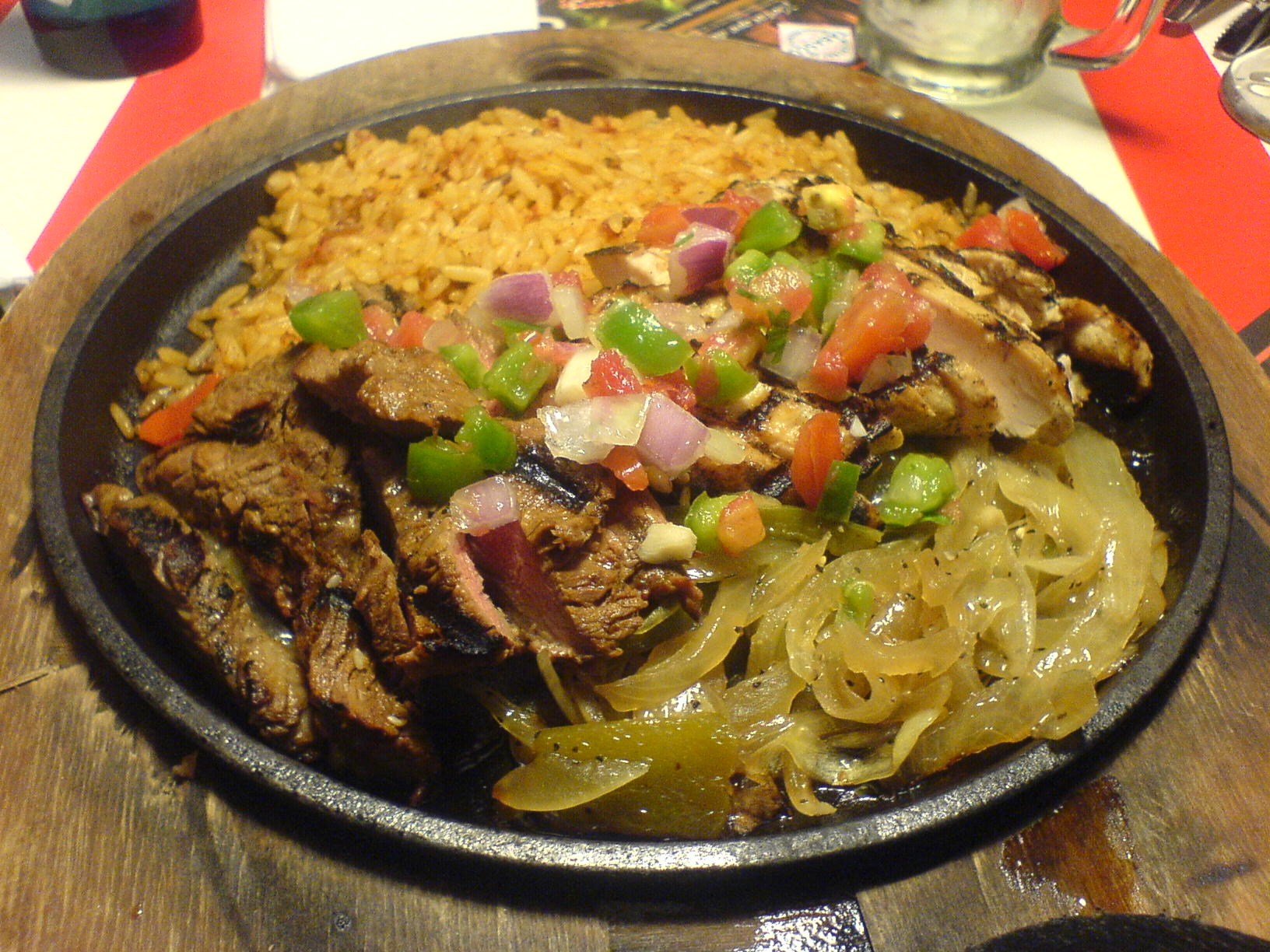
Фахита из курицы и говядины подаётся на раскалённой сковороде.

Текс-мекс относится к стилю приготовления пищи, который сочетает в себе традиции мексиканской кухни с американскими вкусами и способами приготовления. Основным отличием текс-мекс от мексиканской кухни является использование ингредиентов, более привычных для американцев, таких как мясо (зачастую говяжье), расплавленный сыр, специи. Многие «мексиканские» рестораны в США подверглись сильному влиянию текс-мекс. Список традиционных блюд текс-мекс включает начос, тако, фахита, кесадилья, чимичанга, буррито и другие.

## Техасское барбекю
Основное отличие техасского барбекю заключается в преимущественном использовании говядины, а не свинины. Основными блюдами техасского барбекю являются копчёная говяжья грудинка, а также копчёные говяжьи колбаски. На технику приготовления и ингредиенты во многом оказали влияние иммигранты из Германии и Чехии, а также индейская кухня.
Барбекю в Техасе, как правило, подают с нарезанным белым хлебом.

## Другие блюда

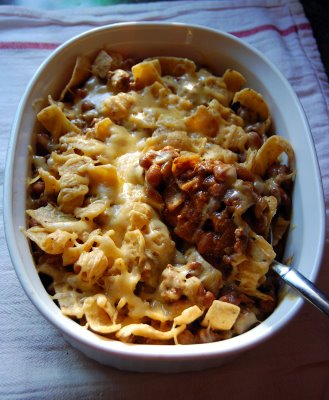
Фрито-пай

Техас известен своими собственными вариациями чили кон карне, который, в отличие от чили из других регионов, никогда не содержит в себе бобов. Техасский чили является ингредиентом в пироге Фрито, блюде из кукурузных чипсов, названном по имени корпорации Frito-Lay, базирующейся в городе Плейно. Ещё одним традиционным блюдом Техаса является жареный цыпленок в панировке, вариация шницеля, пришедшая в Техас вместе с немецкими иммигрантами. Чешские иммигранты привезли традицию изготовления колачи — фруктов или говяжьих колбасок, запечённых в тесте. На юге Техаса ощущается влияние каджунской и креольской кухонь, а еда западного Техаса во многом сохранила традиции походных кухонь ковбоев.